# Garopaba
Garopaba is een gemeente in de Braziliaanse deelstaat Santa Catarina. In 2010 telde de gemeente 18.144 inwoners.

## Aangrenzende gemeenten
De gemeente grenst aan Imbituba en Paulo Lopes.